# تپه آب ناز
تپه آب ناز مربوط به عصر مس و سنگ است و در شهرستان سنقر، بخش مرکزی، روستای مارانگاز واقع شده و این اثر در تاریخ ۱۱ مرداد ۱۳۸۴ با شمارهٔ ثبت ۱۲۴۹۵ به‌عنوان یکی از آثار ملی ایران به ثبت رسیده است.